# Amalia Margaretha van Brederode
Amalia Margaretha (Amélie) van Brederode (Vianen, 1626 - Regensburg, 14 augustus 1663) was een Nederlands salonnière.

## Biografie
Amalia Margaretha was het zesde kind van Joan Wolfert van Brederode en Anna Johanna van Nassau-Siegen. Toen ze tien jaar oud was overleed haar moeder en twee jaar later hertrouwde haar vader met Louise Christina van Solms, de jongere zuster van Amalia van Solms. Ze groeide onder meer op in Kasteel Batestein en in Den Haag aan de Lange Vijverberg. In de periode dat ze in Den Haag verbleef trok ze ook veel op met Willem II van Oranje en Willem Frederik van Nassau-Dietz.
In 1645 trouwde Amalia Margaretha van Brederode met Albrecht Hendrik Slavata, die stamde uit een oud-Boheems geslacht, maar ze bleef bij haar familie in Den Haag wonen. In het Hof van Brederode werd de Ordre de l’Union de la Joye opgericht, waarbij Amalia Margaretha als grootmeesteres optrad. Bekende leden van deze salon waren Johan de Wit, Willem Frederik van Nassau-Dietz en Coenraad van Beuningen. Toen Christina van Zweden in 1655 in Brussel verbleef na haar troonsafstand was Amalia Margaretha enige tijd haar gast en trad de voormalige koningin ook toe tot de orde van Amalia Margaretha.
Na het overlijden van haar man in 1660 vertrok ze naar Duitsland en  hertrouwde ze op 28 december 1662 met Gottlieb Amadeus, rijksgraaf van Windisch Graetz. Ze overleed op 14 augustus 1663 na een val van haar paard.